# Усть-Весляна
Усть-Весляна — посёлок в Гайнском районе Пермского края. Входит в состав Гайнского сельского поселения. Располагается западнее районного центра, посёлка Гайны, на левом берегу Камы вблизи устья Весляны. Расстояние до районного центра составляет 24 км. По данным Всероссийской переписи населения 2010 года, в посёлке проживало 183 человека (88 мужчин и 95 женщин).

## История
По данным на 1 июля 1963 года, в посёлке проживало 400 человек. Населённый пункт входил в состав Аннинского сельсовета.